# 马蹄映射

斯梅尔马蹄映射

另一种马蹄映射

马蹄映射（英語：horseshoe map）在混沌理论中是指一类能将一个正方形映射到其自身的混沌映射。该映射最早是由斯蒂芬·斯梅尔在研究范德波尔振荡器时提出的。
在马蹄映射的作用下，一个正方形通过“压缩”、“伸长”、“折叠”的过程后形成马蹄铁形状，并重新成为正方形。马蹄映射是具有无穷多周期点、结构稳定的动力系统。其动力学性质具有混沌现象的各种典型特征，是混沌动力系统中的经典模型。